# Забирайся, пан Пухлина!
«Забирайся, пан Пухлина!» (кит.: 滚蛋吧！肿瘤君) — китайський комедійний фільм, знятий Хань Янем за однойменним вебкоміксом. Прем'єра стрічки в Китаї відбулась 13 серпня 2015 року. Фільм був висунутий Китаєм на премію «Оскар-2016» у номінації «найкращий фільм іноземною мовою».

## У ролях
- Байхе Бай
- Деніел Ву
- Лі Юань
- Люі Руілін
- Чен І